# Trémolat
Trémolat is een gemeente in het Franse departement Dordogne (regio Nouvelle-Aquitaine) en telt 656 inwoners (2005). De plaats maakt deel uit van het arrondissement Bergerac.

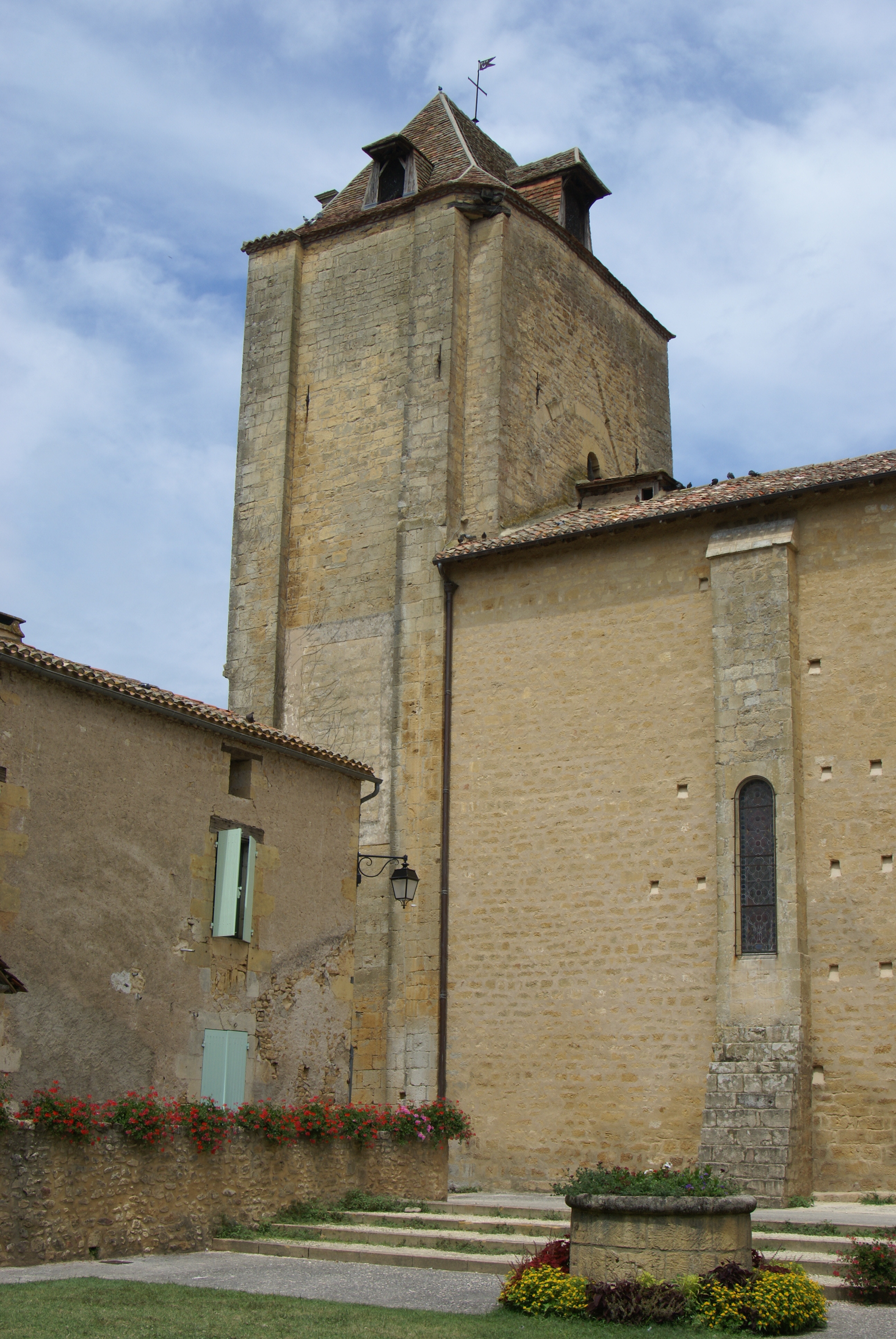
Kerk in Trémolat

## Geografie
De oppervlakte van Trémolat bedraagt 13,9 km², de bevolkingsdichtheid is 47,2 inwoners per km².

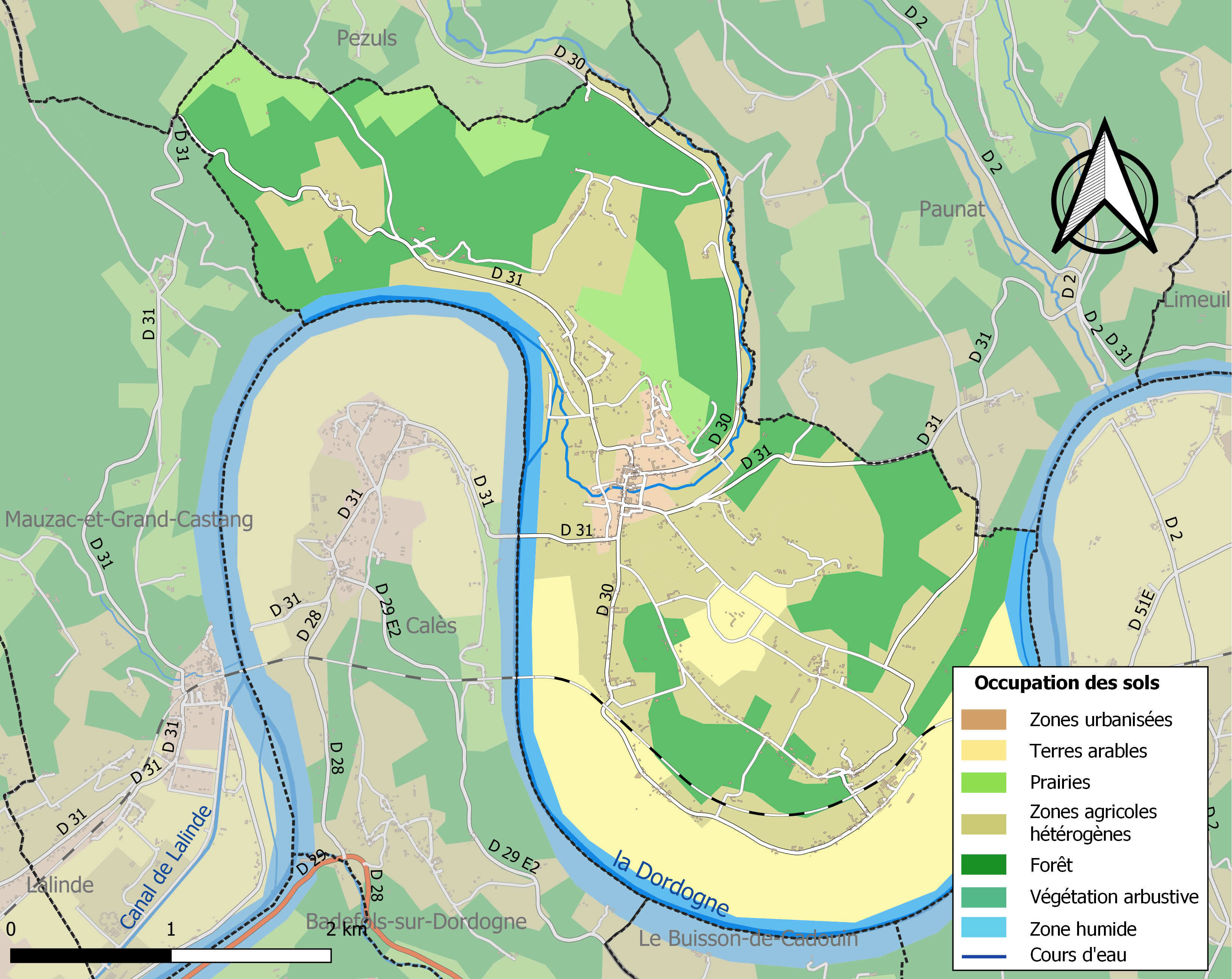
Kaart van de gemeente met de belangrijkste infrastructuur, bodemgebruik en omliggende gemeenten

## Bezienswaardigheden
De meeste toeristen reizen af naar Trémolat om de Cingle de Trémolat te bezichtigen.

## Verkeer en vervoer
In de gemeente ligt de spoorweghalte  Trémolat.

## Demografie
Onderstaande figuur toont het verloop van het inwonertal (bron: INSEE-tellingen).

## Geboren
- René Carmille (1886-1945), Franse officier, saboteerde de Jodenvervolging in Frankrijk